# FK Svéradice
Oddíl FK Svéradice je český fotbalový klub, který v současné době působí v 1. B třídě okresu Klatovy. Jeho domovským stánkem je fotbalový stadión ve Svéradicích, obci s 357 stálými obyvateli v Plzeňském kraji.

## Historie
Klub byl založen dne 18. srpna 1953 jako Tělovýchovná jednota Sokol Svéradice. Prvním předsedou oddílu byl zvolen Josef Smitka. Hned v prvním roce existence se mužstvo přihlásilo do nově ustanovené okresní soutěže. V roce 1958 pak zvítězilo v okresním přeboru a postoupilo do krajské soutěže II. třídy. V dalších letech hrál tým převážně v nižších okresních soutěžích - až v roce 1975 následoval postup do 1. B třídy, o tři roky později do 1. A třídy a v roce 1980 do krajského přeboru. Dalším klubovým milníkem se stal rok 1984, kdy mužstvo vyhrálo krajský přebor a v kvalifikačních zápasech se Slavií Karlovy Vary vybojovalo postup do divize; zvláště památným je odvetný rozhodující zápas na domácím hřišti před rekordní návštěvou 2500 diváků. Také ve vyšší fotbalové soutěži - divizi - se klubu velmi dařilo, když ve třech po sobě jdoucích ročnících skončil vždy na 2. místě, aby následně zaznamenal další historický úspěch svéradického fotbalu: v posledním divizním zápase ročníku 1987/88, na hřišti pražské Slavie v Edenu se slávistickou juniorkou, hráči Svéradic vydřeli zasloužený postup do II. národní fotbalové ligy, což byla tehdy třetí nejvyšší soutěž v republice! Během tříletého působení ve II. ČNFL (1988-91) bylo o klubu hodně slyšet i na pohárové scéně - v roce 1991 se dokonce probojoval až do čtvrtfinále Českého poháru, kde podlehl pozdějšímu vítězi, Baníku Ostrava. Se změnou celospolečenských poměrů v zemi však došlo k postupnému odchodu většiny hráčského kádru do příhraničních klubů v SRN a v témže roce oslabené mužstvo sestoupilo zpět do divize. Tam hned v první sezóně bojovalo - zatím ještě úspěšně - o záchranu. V dalších ročnících (již pod novým názvem SK ZETES) se divizní tým stabilizoval, ale v roce 1997 dolehla na klub finanční krize, která vyústila v pád do nejnižších okresních tříd. V současné době hraje oddíl FK Svéradice 1. A třídu okresu Klatovy.

## Největší klubové úspěchy
- 10. místo ve II. ČNFL: 1988/89
- čtvrtfinále Českého poháru: 1990/91

## Klubové legendy
- František Pavlovský
- Josef Čaloun

## Památné pohárové zápasy s prvoligovými kluby

### Český pohár 1985/86
| 3. kolo 21. srpna 1985 | TJ Sokol Svéradice    | 2 – 5 (1 - 4) | SK Slavia IPS Praha                                          | Svéradice                    |  |  |
|                        | Svoboda ??' Čadek ??' |               | K. Jarolím ??', ??' J. Němec ??' I. Knoflíček ??' Kouřil ??' | Diváci: 2 850 Rozhodčí: Hora |  |  |
|                        |                       |               |                                                              |                              |  |  |

### Český pohár 1990/91
| 3. kolo 15. srpna 1990 | TJ Sokol Svéradice           | 2 – 1 (1 - 1) | SKP Union Cheb | Svéradice         |  |  |
|                        | Mikeš ??' Petelík ??' (pen.) |               | Vojč ??'       | Rozhodčí: Draštík |  |  |
|                        |                              |               |                |                   |  |  |

| 5. kolo 11. října 1990 | TJ Sokol Svéradice | 1 – 0 (1 - 0) | TJ Bohemians ČKD Praha | Svéradice                    |  |  |
|                        | Turek 37'          |               |                        | Diváci: 1 000 Rozhodčí: Mádl |  |  |
|                        |                    |               |                        |                              |  |  |

| čtvrtfinále 16. dubna 1991 | TJ Sokol Svéradice | 1 – 4 (0 - 2) | TJ Baník Ostrava OKD                                 | Svéradice                      |  |  |
|                            | Svoboda 48' (pen.) |               | Škarabela 25' Remeš 26' Nečas 53' (pen.) K. Kula 85' | Diváci: 1 685 Rozhodčí: Ulrich |  |  |
|                            |                    |               |                                                      |                                |  |  |